# Салгейру (футбольний клуб)
Футбо́льний клуб «Салгейру Атлетіко» (порт. Salgueiro Atlético Clube) — бразильський футбольний клуб з міста Салгейру, штат Пернамбуку. Заснований у 1972 році.